# Antonio Restori
Antonio Restori (1859 - 1928), hispanista italiano.
Profesó en las Universidades de Mesina y de Génova y realizó numerosos estudios sobre literatura española, entre los que destacan Il Cid, studio storico-critico (Bolonia, 1881), Osservazioni sul metro, sulle assonanze e sul testo del poema del Cid (1887), La gesta del Cid (1890) y ediciones de obras de Lope de Vega, investigaciones sobre trovadores y música medieval y un último trabajo, todavía muy útil, Saggi di bibliografía teatrale spagnuola (Génova, 1927).
- Datos: Q5699513